# NGC 5022
NGC 5022 ist eine Spiralgalaxie vom Hubble-Typ Sb im Sternbild Jungfrau auf der Ekliptik. Sie ist schätzungsweise 129 Millionen Lichtjahre von der Milchstraße entfernt und hat einen Durchmesser von etwa 100.000 Lj. Sie bildet zusammen mit NGC 5018 ein durch gravitativ gebundenes Galaxienpaar.
Im selben Himmelsareal befindet sich u. a. die Galaxie NGC 5006.
Das Objekt wurde am 31. März 1881 vom deutschen Astronomen Ernst Wilhelm Leberecht Tempel entdeckt.